# Soul master
Soul Master é um tipo de raça nos jogos de RPG do Mu Online.
Soul Master mais conhecido como SM é como um mago no jogo.
Esta classe foi desenvolvida para aprimorar basicamente seu ataque mágico, com dano muito elevado ao oponente. Ainda que sua resistência perdure por um lapso temporal ao utilizar-se da magia Mana Shield (Soul Barrier), em geral, não possui boa defesa sem sua magia retro citada.